# Domingo Martínez de Irala (distrito)
Domingo Martínez de Irala é um distrito do Paraguai localizado no departamento do Alto Paraná.
O nome do Distrito é uma homenagem ao colonizador e explorador espanhol Domingo Martínez de Irala.

## Transporte
O município de Domingo Martínez de Irala é servido pela seguinte rodovia:
- Caminho em rípio ligando a cidade ao município de Tavapy [1][2][3]